# Angus Houston
 (octobre 2017).
Si vous disposez d'ouvrages ou d'articles de référence ou si vous connaissez des sites web de qualité traitant du thème abordé ici, merci de compléter l'article en donnant les références utiles à sa vérifiabilité et en les liant à la section « Notes et références ».
Pour les articles homonymes, voir Houston (homonymie).
Allan Grant Angus Houston, né le 9 juin 1947 à Ayrshire (Écosse), est un officier général de la Force aérienne royale australienne, commandant en chef des Forces armées australiennes (Air Chief Marshal) depuis le 4 juillet 2005. Au moment de sa nomination, il était commandant en chef de l'armée de l'air (RAAF) depuis le 20 juin 2001.
Il est décoré de la médaille de l'ordre du Timor Oriental.

## Jeunesse
Angus Houston fait ses études à la Strathallan School à  Forgandenny (en) dans le Perthshire. Il a émigré en Australie en 1968.

## Carrière

### Les débuts
Angus Houston a rejoint la Royal Australian Air Force (RAAF) en tant qu'élève-pilote en 1970 et a passé la première partie de sa carrière comme pilote d'hélicoptères UH-1 Iroquois en divers points de l'Australie, de la Papouasie-Nouvelle-Guinée et de l'Indonésie.
Après l'obtention de son diplôme de pilote instructeur en 1975, Houston a acquis plusieurs formations complémentaires de pilote sur Macchi MB-326H, British Aircraft Corporation Strikemaster et Iroquois. Après avoir été affecté aux forces armées aériennes de la république de Singapour (RSAF) de 1976 à 1978, il a été nommé ensuite pendant deux ans à l'escadrille no 9 à la base d'Amberley de la RAAF. À la fin de 1979, Houston a été envoyé à la base aérienne de Hill, dans l'Utah aux États-Unis dans le cadre d'un échange de pilotes d'hélicoptères avec l'United States Air Force.
En 1980, il a reçu l'Air Force Cross (AFC) pour un sauvetage en haute mer en pleine tempête réalisé l'année précédente au large des côtes de l'Australie-Occidentale.
Après une nouvelle affectation à l'escadrille no 9 en tant que commandant, puis à la formation du personnel d'encadrement de l'état-major de la RAAF, Houston est affecté au ministère de l'Air (Division du développement), où il a participé à la Black Hawk Project hélicoptère. En 1987, Houston a pris le commandement de l'escadrille no 9 pour y mettre en service l'hélicoptère Black Hawk, pour transférer l'unité d'Amberley à Townsville, au Queensland, et d'y transférer les responsables au niveau de l'armée australienne. En 1989, il est pour un an commandant d'escadrille du 5e régiment d'aviation. 
Après l'obtention du diplôme du Centre for Defence and Strategic Studies, Houston est affecté à l'état-major interarmées au siège des Forces armées australiennes puis à la planification stratégique au cours de la guerre du golfe Persique.
Promu au grade  de Group Captain (commandant) en juillet 1992, il occupe le poste de directeur de la politique de l'armée de l'air et a négocié la création de l'École de vol à la base de Pearce de la RAAF. Après avoir effectué une formation sur C-130H Hercules en 1993, Houston a commandé l'escadrille no 86 de 1994 à 1995.
Houston a suivi les cours du Royal College of Defence Studies à Londres en 1996. Il a été nommé chef d'état-major en 1997-1999, commandant de la défense aérienne de 1999 à 2000 et chef du Commandement stratégique le 17 août 2000.

### Commandant en chef de l'armée de l'air
Il a été nommé commandant en chef de l'armée de l'air le 20 juin 2001.
À ce poste, Houston a joué un rôle central dans une affaire d'enfants immigrés passés par-dessus bord. Lors d'une enquête du Sénat en février 2002, Houston a contesté la prétention du gouvernement de l'époque au cours de la campagne électorale de 2001, selon laquelle des demandeurs d'asile en bateau avaient jeté par-dessus bord des enfants pour un stratagème présumé d'obtenir leur entrée en Australie.

### Commandant en chef de l'armée
Le 4 juillet 2005, Houston est devenu commandant en chef de l'armée et a été promu Air chief marshal, étant seulement le troisième officier de l'armée de l'air à occuper le poste. Le 19 mars 2008, le gouvernement a annoncé que son mandat était prolongé jusqu'au 3 juillet 2011.